# Paroedura
Paroedura – rodzaj jaszczurek z rodziny gekonowatych (Gekkonidae).

## Zasięg występowania
Rodzaj obejmuje gatunki występujące na Madagaskarze, Majotcie i Komorach.

## Systematyka
Rodzaj zdefiniował w 1879 roku niemiecko-brytyjski zoolog Albert Günther w artykule poświęconym ssakom i gadom z Jawy, opublikowanym na łamach „The Annals and magazine of natural history”. Gatunkiem typowym jest (oznaczenie monotypowe) Paroedura sanctijohannis.

### Etymologia
Paroedura (rodzaj żeński): gr. παρα para ‘blisko’; rodzaj Oedura Gray, 1842.

### Podział systematyczny
Do rodzaju należą następujące gatunki: 

- Paroedura androyensis (Grandidier, 1867)
- Paroedura bastardi (Mocquard, 1900)
- Paroedura fasciata Glaw, Köhler & Vences, 2018
- Paroedura gracilis (Boulenger, 1896)
- Paroedura guibeae Dixon & Kroll, 1974
- Paroedura homalorhina (Angel, 1936)
- Paroedura hordiesi Glaw, Rösler, Ineich, Gehring, Köhler & Vences, 2014
- Paroedura ibityensis Rösler & Krüger, 1998
- Paroedura karstophila Nussbaum & Raxworthy, 2000
- Paroedura kloki Glaw, Köhler & Vences, 2018
- Paroedura lohatsara Glaw, Vences & Schmidt, 2001
- Paroedura maingoka Nussbaum & Raxworthy, 2000
- Paroedura manongavato Piccoli, Belluardo, Lobón-Rovira, Oliveira Alves, Rasoazanany, Andreone, Rosa & Crottini, 2023
- Paroedura masobe Nussbaum & Raxworthy, 1994
- Paroedura neglecta Köhler, Vences, Scherz & Glaw, 2019
- Paroedura oviceps (Boettger, 1881)
- Paroedura picta (Peters, 1854)
- Paroedura rennerae Miralles, Bruy, Crottini, Rakotoarison, Ratsoavina, Scherz, Schmidt, Köhler, Glaw & Vences, 2021
- Paroedura sanctijohannis Günther, 1879
- Paroedura spelaea Glaw, Köhler & Vences, 2018
- Paroedura stellata Hawlitschek & Glaw, 2012
- Paroedura stumpffi (Boettger, 1879)
- Paroedura tanjaka Nussbaum & Raxworthy, 2000
- Paroedura vahiny Nussbaum & Raxworthy, 2000
- Paroedura vazimba Nussbaum & Raxworthy, 2000